# J. William Stanton

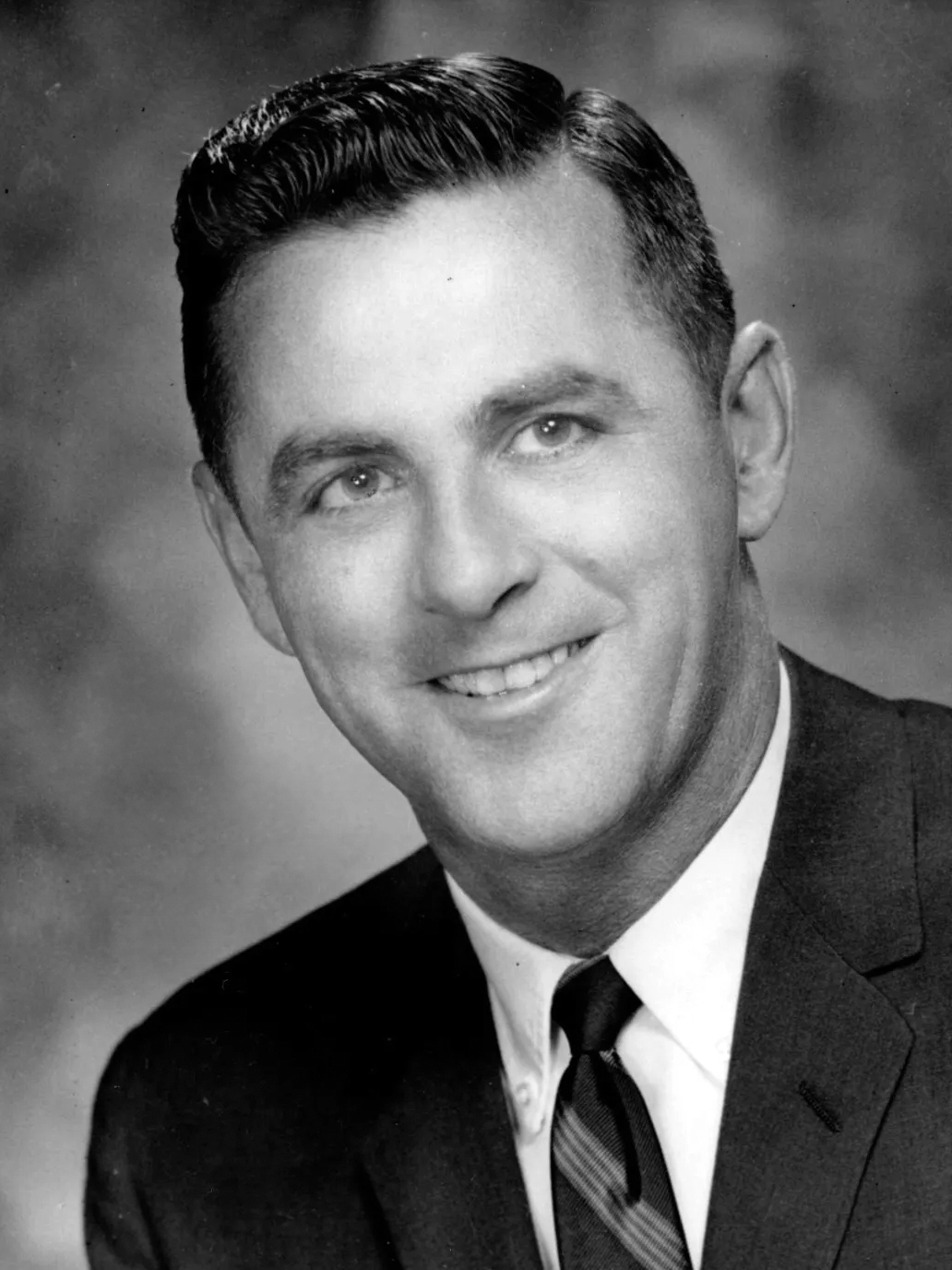
J. William Stanton (1969)

John William Stanton (* 20. Februar 1924 in Painesville, Ohio; † 11. April 2002 in Jacksonville, Florida) war ein US-amerikanischer Politiker. Zwischen 1965 und 1983 vertrat er den Bundesstaat Ohio im US-Repräsentantenhaus.

## Werdegang
1942 absolvierte William Stanton die Culver Military Academy in Indiana. Im selben Jahr war er an der School of Foreign Service der Georgetown University eingeschrieben. Während des Zweiten Weltkriegs diente er zwischen 1942 und 1946 in der US Army. 1949 beendete er seine Ausbildung an der Georgetown University. Anschließend betätigte er sich als privater Geschäftsmann. Gleichzeitig schlug er als Mitglied der Republikanischen Partei eine politische Laufbahn ein. In den Jahren 1956 und 1960 wurde er zum Bezirksleiter im Lake County gewählt.
Bei den Kongresswahlen des Jahres 1964 wurde Stanton im elften Wahlbezirk von Ohio in das US-Repräsentantenhaus in Washington, D.C. gewählt, wo er am 3. Januar 1965 die Nachfolge von Oliver P. Bolton antrat. Nach acht Wiederwahlen konnte er bis zum 3. Januar 1983 neun Legislaturperioden im Kongress absolvieren. In seine Zeit im Kongress fielen unter anderem der Vietnamkrieg, das Ende der Bürgerrechtsbewegung und im Jahr 1974 die Watergate-Affäre. Im Jahr 1982 verzichtete er auf eine weitere Kandidatur.
Nach dem Ende seiner Zeit im US-Repräsentantenhaus arbeitete William Stanton für die Weltbank. Er starb am 11. April 2002 in Jacksonville und wurde in seiner Geburtsstadt Painesville beigesetzt.